# Jacques-Florent Robillard
Jacques-Florent Robillard, baron de Magnanville, né le 19 juillet 1757 à Étampes et mort le 5 avril 1834 à Versailles, est un négociant français, qui fut l'un des premiers régents de la Banque de France.

## Parcours
Jacques-Florent Robillard est le fils de Marie-Catherine-Josèphe Bouchelet et d'Antoine-Jean-Baptiste Robillard, trésorier principal de l’Extraordinaire des Guerres du parlement de
Rouen.
Il s’associe avec son oncle Pierre-Antoine Robillard et son cousin Jean-Baptiste Caruel de Saint-Martin, le père de Paul Caruel de Saint-Martin, pour acheter la ferme du tabac sise au 12, boulevard de Montmartre à Paris, puis en 1800, pour acquérir la manufacture des tabacs de l'hôtel de Longueville, place du Carrousel. Avec un capital de 1 400 000 francs, la société « Robillard, oncle, neveux et Cie » occupe le quatrième rang des entreprises parisiennes sous le Consulat et l'Empire. 
Il est nommé régent de la Banque de France au 7e fauteuil du 13 février 1800 au 17 octobre 1803, pour devenir le 2e censeur de la dite Banque jusqu’au 29 janvier 1821. Durant cet intervalle, il agît également comme trésorier de l'institution. Sa signature apparaît sur les premiers billets de banque (500 et 1000 francs).
En 1806, il achète l'hôtel d'Augny.
En 1807, il acquiert le château de Magnanville qui restera dans sa famille jusqu’en 1878.
Le 22 octobre 1810, il est fait baron d'Empire, confirmée par l'ordonnance du 2 janvier 1824.
L'inventaire fait après son décès laisse apparaître une fortune s'élevant à plus de 3 millions de francs.
L'un de ses frères, Louis-Nicolas-Joseph Robillard de Péronville, dit Robillard-Péronville (1750-1809), forma une société d'édition en 1802 avec le graveur Pierre-François Laurent (1739-1809) pour traduire en gravures toutes les œuvres du Musée central des Arts (le Louvre) et des musées de l'Empire en un recueil appelé Le Musée français.